# Antocha vitripennis
Antocha vitripennis är en tvåvingeart som först beskrevs av Johann Wilhelm Meigen 1830.  Antocha vitripennis ingår i släktet Antocha och familjen småharkrankar. Arten är reproducerande i Sverige. Inga underarter finns listade i Catalogue of Life.